# Olympische Sommerspiele 1960/Leichtathletik – Speerwurf (Frauen)
Der Speerwurf der Frauen bei den Olympischen Spielen 1960 in Rom wurde am 1. September 1960 im Stadio Olimpico ausgetragen. Zwanzig Athletinnen nahmen teil.
Olympiasiegerin wurde Elvīra Ozoliņa aus der Sowjetunion vor der Tschechoslowakin Dana Zátopková. Die Bronzemedaille ging an Birutė Kalėdienė, ebenfalls aus der UdSSR.
Drei Deutsche und eine Österreicherin gingen an den Start, Athletinnen aus der Schweiz und Liechtenstein nahmen nicht teil. Die Österreicherin Erika Strasser und die beiden Deutschen Erika Strößenreuther und Almut Brömmel scheiterten in der Qualifikation. Anneliese Gerhards konnte sich für das Finale qualifizieren und belegte dort Platz elf.

## Rekorde

### Bestehende Rekorde

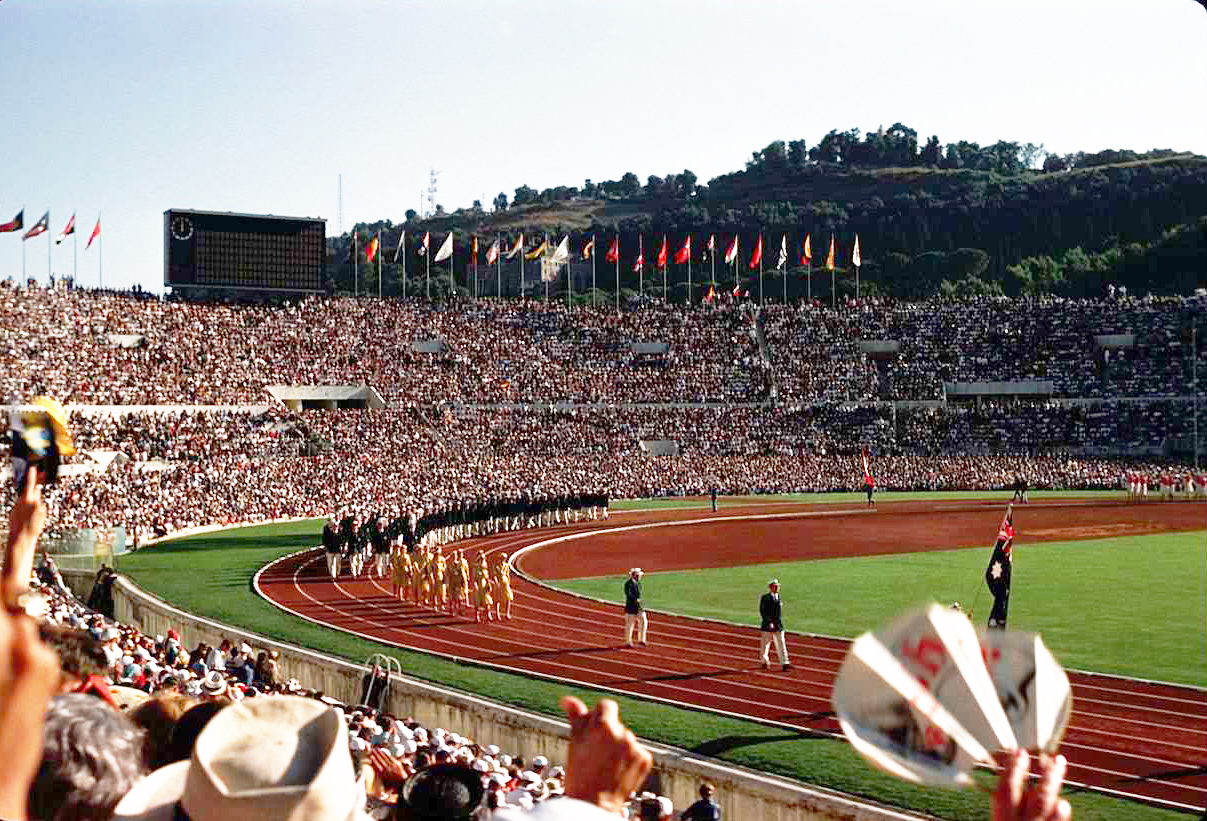
Das Olympiastadion während der Eröffnungsfeier

| Weltrekord         | 59,55 m | Elvīra Ozoliņa ( Sowjetunion) | Bukarest, Rumänien              | 4. Juni 1960      |
| Olympischer Rekord | 53,86 m | Inese Jaunzeme ( Sowjetunion) | Finale OS Melbourne, Australien | 28. November 1956 |

### Rekordverbesserung
Die sowjetische Olympiasiegerin Elvīra Ozoliņa verbesserte den bestehenden olympischen Rekord im Finale am 1. September um 2,12 m auf 55,98 m. Den Weltrekord verfehlte sie um 3,57 m.

## Durchführung des Wettbewerbs
Zwanzig Athletinnen traten am 1. September zu einer Qualifikationsrunde an. Dreizehn Wettbewerberinnen – hellblau unterlegt – erreichten die Qualifikationsweite von 48,00 m. Damit war die Mindestzahl von zwölf Finalteilnehmerinnen übertroffen. Das Finale fand am Nachmittag desselben Tages statt. Dort standen jeder Werferin zunächst drei Versuche zu. Die besten sechs Athletinnen konnten dann drei weitere Würfe absolvieren.

## Zeitplan
1. September, 09:00 Uhr: Qualifikation

1. September, 15:00 Uhr: Finale

## Legende
Kurze Übersicht zur Bedeutung der Symbolik – so üblicherweise auch in sonstigen Veröffentlichungen verwendet:
| – | verzichtet |
| x | ungültig   |

Die Bestweiten sind fett gedruckt. Bei gleicher Weite entschied das zweitbeste Resultat über die Platzierung.

## Qualifikation

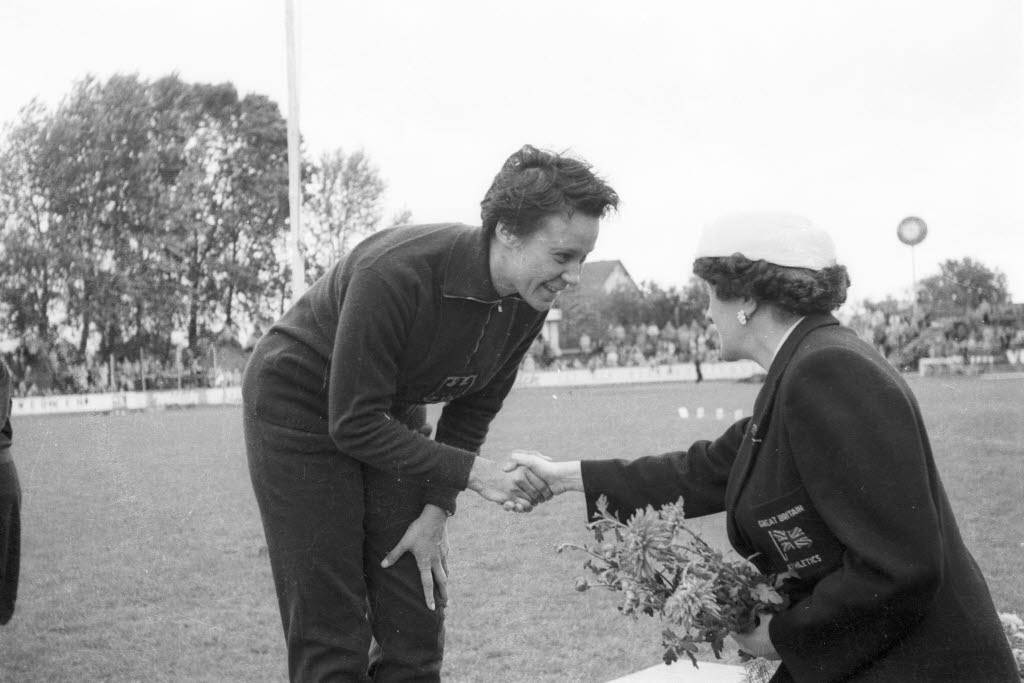
Mit 45,52 m scheiterte Almut Brömmel in der Qualifikation

Datum: 1. September 1960, 9:00 Uhr
| Platz | Name                 | Nation           | 1. Versuch | 2. Versuch | 3. Versuch | Weite   |
| ----- | -------------------- | ---------------- | ---------- | ---------- | ---------- | ------- |
| 1     | Elvīra Ozoliņa       | Sowjetunion      | 53,25 m    | –          | –          | 53,25 m |
| 2     | Dana Zátopková       | Tschechoslowakei | 47,94 m    | 51,64 m    | –          | 51,64 m |
| 3     | Sue Platt            | Großbritannien   | 50,67 m    | –          | –          | 50,67 m |
| 4     | Karen Oldham         | USA              | 43,96 m    | 44,26 m    | 50,62 m    | 50,62 m |
| 5     | Vlasta Pešková       | Tschechoslowakei | 50,61 m    | –          | –          | 50,61 m |
| 6     | Márta Rudas          | Ungarn           | x          | 47,56 m    | 50,01 m    | 50,01 m |
| 7     | Maria Diţi           | Rumänien         | 49,80 m    | –          | –          | 49,80 m |
| 8     | Anna Bocson          | Australien       | 45,66 m    | 49,20 m    | –          | 49,20 m |
| 9     | Alewtina Schastitko  | Sowjetunion      | 48,91 m    | –          | –          | 48,91 m |
| 10    | Birutė Kalėdienė     | Sowjetunion      | 48,59 m    | –          | –          | 48,59 m |
| 11    | Marlene Ahrens       | Chile            | 44,61 m    | 48,36 m    | –          | 48,36 m |
| 12    | Anneliese Gerhards   | Deutschland      | 45,89 m    | x          | 48,33 m    | 48,33 m |
| 13    | Urszula Figwer       | Polen            | 48,04 m    | –          | –          | 48,04 m |
| 14    | Ingrid Almqvist      | Schweden         | x          | 44,33 m    | 47,67 m    | 47,67 m |
| 15    | Erika Strößenreuther | Deutschland      | 45,88 m    | x          | 46,85 m    | 46,85 m |
| 16    | Almut Brömmel        | Deutschland      | 34,76 m    | 45,52 m    | 41,20 m    | 45,52 m |
| 17    | Erika Strasser       | Österreich       | 43,79 m    | 43,80 m    | x          | 43,80 m |
| 18    | Lise Koch            | Dänemark         | 43,01 m    | x          | 40,36 m    | 43,01 m |
| 19    | Averil Williams      | Großbritannien   | 42,44 m    | x          | 40,03 m    | 42,44 m |
| 20    | Unn Thorvaldsen      | Norwegen         | x          | x          | 41,99 m    | 41,99 m |
| DNS   | Elizabeth Davenport  | Indien           |            |            |            |         |

## Finale
Datum: 1. September 1960, 15:00 Uhr
| Platz | Name                | Nation           | 1. Versuch | 2. Versuch | 3. Versuch | 4. Versuch                                   | 5. Versuch                                   | 6. Versuch                                   | Endresultat | Anmerkung |
| ----- | ------------------- | ---------------- | ---------- | ---------- | ---------- | -------------------------------------------- | -------------------------------------------- | -------------------------------------------- | ----------- | --------- |
| 1     | Elvīra Ozoliņa      | Sowjetunion      | 55,98 m OR | x          | 51,54 m    | 54,80 m                                      | x                                            | x                                            | 55,98 m     | OR        |
| 2     | Dana Zátopková      | Tschechoslowakei | 49,84 m    | 50,36 m    | 53,78 m    | 51,02 m                                      | 46,13 m                                      | 50,70 m                                      | 53,78 m     |           |
| 3     | Birutė Kalėdienė    | Sowjetunion      | 50,17 m    | 49,81 m    | 53,45 m    | 50,87 m                                      | 49,58 m                                      | x                                            | 53,45 m     |           |
| 4     | Vlasta Pešková      | Tschechoslowakei | 50,94 m    | x          | 51,28 m    | 52,56 m                                      | 49,00 m                                      | 48,82 m                                      | 52,56 m     |           |
| 5     | Urszula Figwer      | Polen            | 52,33 m    | x          | 47,92 m    | 50,16 m                                      | 46,53 m                                      | –                                            | 52,33 m     |           |
| 6     | Anna Bocson         | Australien       | 51,15 m    | 47,04 m    | x          | 42,76 m                                      | 47,35 m                                      | x                                            | 51,15 m     |           |
|       |                     |                  |            |            |            |                                              |                                              |                                              |             |           |
| 7     | Sue Platt           | Großbritannien   | 51,01 m    | 50,84 m    | x          | nicht im Finale der besten sechs Werferinnen | nicht im Finale der besten sechs Werferinnen | nicht im Finale der besten sechs Werferinnen | 51,01 m     |           |
| 8     | Alewtina Schastitko | Sowjetunion      | 47,43 m    | 50,83 m    | 50,92 m    | nicht im Finale der besten sechs Werferinnen | nicht im Finale der besten sechs Werferinnen | nicht im Finale der besten sechs Werferinnen | 50,92 m     |           |
| 9     | Márta Rudas         | Ungarn           | 50,25 m    | 48,41 m    | 49,66 m    | nicht im Finale der besten sechs Werferinnen | nicht im Finale der besten sechs Werferinnen | nicht im Finale der besten sechs Werferinnen | 50,25 m     |           |
| 10    | Maria Diţi          | Rumänien         | 49,56 m    | 47,49 m    | 48,83 m    | nicht im Finale der besten sechs Werferinnen | nicht im Finale der besten sechs Werferinnen | nicht im Finale der besten sechs Werferinnen | 49,56 m     |           |
| 11    | Anneliese Gerhards  | Deutschland      | 47,76 m    | 49,27 m    | x          | nicht im Finale der besten sechs Werferinnen | nicht im Finale der besten sechs Werferinnen | nicht im Finale der besten sechs Werferinnen | 49,27 m     |           |
| 12    | Marlene Ahrens      | Chile            | 46,39 m    | 47,53 m    | 45,34 m    | nicht im Finale der besten sechs Werferinnen | nicht im Finale der besten sechs Werferinnen | nicht im Finale der besten sechs Werferinnen | 47,53 m     |           |
| 13    | Karen Oldham        | USA              | 44,39 m    | 46,52 m    | 44,24 m    | nicht im Finale der besten sechs Werferinnen | nicht im Finale der besten sechs Werferinnen | nicht im Finale der besten sechs Werferinnen | 46,52 m     |           |

Dreizehn Teilnehmerinnen hatten die Qualifikationsweite geschafft. Die sowjetischen Werferinnen Elvīra Ozoliņa als aktuelle Weltrekordhalterin und Birutė Kalėdienė, Vizeeuropameisterin von 1958, galten zusammen mit der in der Vergangenheit äußerst erfolgreichen Tschechoslowakin Dana Zátopková als Favoritinnen für diesen Wettbewerb.
Schon im ersten Versuch gelang Ozoliņa mit einem neuen Olympiarekord die Bestweite, die von keiner ihrer Konkurrentinnen mehr erreicht wurde. Hinter ihr ging es sehr knapp zu im Kampf um die Medaillen. Der dritte Durchgang brachte, wie am Ende klar wurde, die Entscheidung. Zátopková verbesserte sich vom bis dahin siebten Platz auf den Silberrang und Kalėdienė von bis dahin Platz neun auf Rang drei. In den Finaldurchgängen konnte sich nur noch Zátopkovás Landsfrau Vlasta Pešková verbessern. Sie wurde am Ende Vierte.

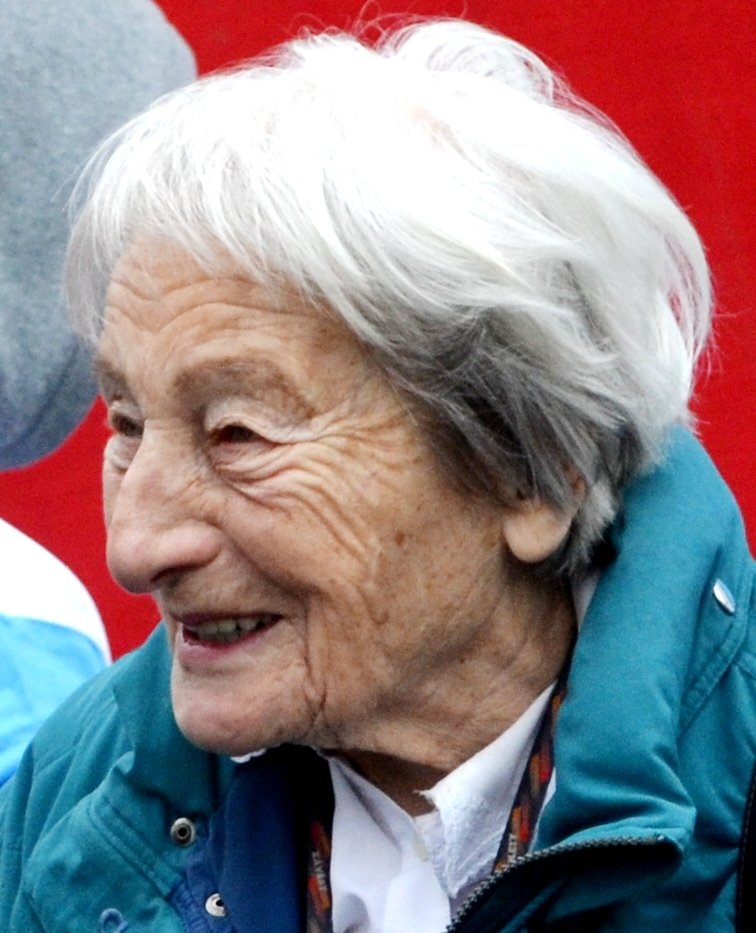
Dana Zátopková (Foto: 2014), 1952 Olympiasiegerin, errang die Silbermedaille
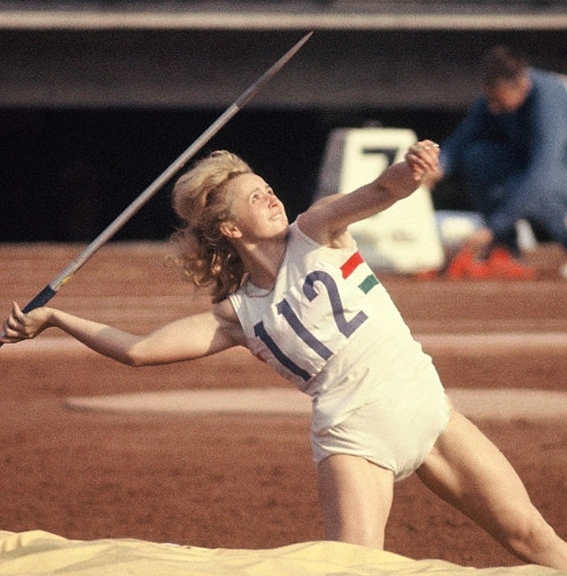
Márta Rudas (hier bei den Olympischen Spielen 1964) kam auf den neunten Platz
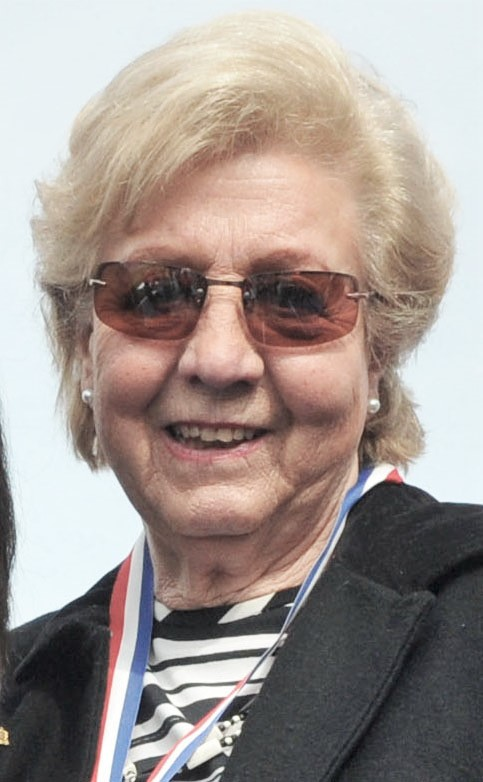
Die zwölftplatzierte Marlene Ahrens (hier im Jahr 2013) hatte 1956 Olympiasilber gewonnen

## Video
- Javelin Men 1960 Olympics Rome, youtube.com, abgerufen am 2. September 2021